# Плесно (Новська)
Плесно (хорв. Plesmo) — населений пункт у Хорватії, у Сисацько-Мославинській жупанії у складі міста Новська.

## Населення
Населення за даними перепису 2011 року становило 87 осіб.
Динаміка чисельності населення поселення:

## Клімат
Середня річна температура становить 11,35 °C, середня максимальна – 25,78 °C, а середня мінімальна – -5,29 °C. Середня річна кількість опадів – 929 мм.
| Клімат поселення                              | Клімат поселення | Клімат поселення | Клімат поселення | Клімат поселення | Клімат поселення | Клімат поселення | Клімат поселення | Клімат поселення | Клімат поселення | Клімат поселення | Клімат поселення | Клімат поселення | Клімат поселення |
| Показник                                      | Січ.             | Лют.             | Бер.             | Квіт.            | Трав.            | Черв.            | Лип.             | Серп.            | Вер.             | Жовт.            | Лист.            | Груд.            |                  |
| Середній максимум, °C                         | 7,20             | 9,06             | 13,33            | 17,86            | 22,54            | 25,78            | 24,62            | 23,83            | 20,19            | 15,31            | 9,92             | 5,72             |                  |
| Середня температура, °C                       | 0,95             | 2,80             | 7,09             | 11,61            | 16,29            | 19,54            | 21,01            | 20,22            | 16,58            | 11,70            | 6,30             | 2,11             |                  |
| Середній мінімум, °C                          | −5,29            | −3,44            | 0,84             | 5,37             | 10,04            | 13,29            | 17,40            | 16,62            | 12,97            | 8,10             | 2,72             | −1,5             |                  |
| Норма опадів, мм                              | 59               | 54               | 64               | 78               | 82               | 94               | 85               | 87               | 80               | 84               | 90               | 72               |                  |
| Середньомісячна швидкість вітру, м/с          | 1.64             | 1.90             | 2.28             | 2.19             | 2.00             | 1.80             | 1.80             | 1.60             | 1.60             | 1.64             | 1.70             | 1.70             |                  |
| Середньомісячна сонячна радіація, кДж/м²·день | 4326             | 7142             | 10958            | 15375            | 19698            | 21964            | 22758            | 19993            | 14781            | 9160             | 4836             | 3552             |                  |
| --------------------------------------------- | ---------------- | ---------------- | ---------------- | ---------------- | ---------------- | ---------------- | ---------------- | ---------------- | ---------------- | ---------------- | ---------------- | ---------------- | ---------------- |
| Джерело:                                      |                  |                  |                  |                  |                  |                  |                  |                  |                  |                  |                  |                  |                  |